# فرشته حسینی (بازیگر)
فرشته حسینی (زادهٔ ۶ اردیبهشت ۱۳۷۶) بازیگر افغان‌تبار سینمای ایران است. او فعالیت حرفه‌ای خود را از ۹ سالگی با نمایش‌های تئاتر آغاز کرد. بازی در فیلم رفتن (۱۳۹۵) نخستین حضور او در سینما بود. او در سال ۱۴۰۰ برای ایفای نقش در فیلم دسته دختران، دیپلم افتخار بهترین بازیگر نقش مکمل زن را از چهلمین دوره جشنواره فیلم فجر کسب کرد.

## زندگی و حرفه
فرشته حسینی در ۶ اردیبهشت ۱۳۷۶ در تهران از پدر و مادری افغانستانی زاده شد.
حسینی از دانش‌آموختگان اصغر محبی، مهتاب نصیرپور و محمد رحمانیان است. او فعالیت هنری‌اش را در سال ۱۳۸۵ زمانی که ۹ سال سن داشت آغاز کرد و به‌دلیل سخت‌گیری خانواده‌اش، فعالیتش را از تئاتر شروع کرد. او در کنار تئاتر، در فیلم‌ها و مستندهایی نیز بازی کرد.
او نخستین‌بار برای بازی در فیلم مستند من یک بازیگر شادم به کارگردانی سامره رضایی در سال ۱۳۹۴ جلوی دوربین رفت. همچنین سال بعد با بازی در فیلم رفتن به کارگردانی نوید محمودی در جشنوارهٔ بین‌المللی فیلم مراکش موفق به کسب بهترین بازیگر زن شد.
حسینی برای بازی در مجموعهٔ قورباغه (۱۳۹۹) نامزد جایزه حافظ بهترین بازیگر زن درام شد. هومن سیدی سازندهٔ این مجموعه، تصمیم گرفت از رقابت این مجموعه و بازیگرانش در جشن حافظ انصراف دهد. حسینی برای بازی در دسته دختران (۱۴۰۰) نامزد سیمرغ بلورین بهترین بازیگر نقش مکمل زن جشنواره فیلم فجر شد، اما در نهایت دیپلم افتخار را دریافت کرد.

## زندگی شخصی
در اردیبهشت ۱۴۰۰، نوید محمدزاده، هم‌بازی حسینی در سریال قورباغه با انتشار پستی از تولدش در اینستاگرام رابطهٔ خود را اعلام کردند. این دو در تیر ۱۴۰۰ ازدواج خود را تأیید کردند.

## فیلم‌شناسی

### سینما
| سال  | عنوان                     | نقش           | کارگردان       | منا.   |
| ---- | ------------------------- | ------------- | -------------- | ------ |
| ۱۳۹۵ | رفتن                      | فرشته         | نوید محمودی    | [ ۱۵ ] |
| ۱۳۹۶ | شکستن همزمان بیست استخوان | هنگامه        | جمشید محمودی   | [ ۱۶ ] |
| ۱۳۹۷ | یلدا                      | انار          | مسعود بخشی     |        |
| ۱۳۹۷ | سونامی                    | ترگل ابراهیمی | میلاد صدرعاملی |        |
| ۱۳۹۷ | هفت و نیم                 | فرشته         | نوید محمودی    |        |
| ۱۴۰۰ | دسته دختران               | سیمین         | منیر قیدی      | [ ۱۷ ] |
| ۱۴۰۱ | چرا گریه نمی‌کنی؟          | صبا           | علیرضا معتمدی  | [ ۱۸ ] |
| ۱۴۰۲ | بی‌سروصدا                  | لیلا          | مجیدرضا مصطفوی |        |
| ۱۴۰۳ | سینما جزیره               |               | گوژده کورال    |        |

### نمایش خانگی
| سال  | عنوان       | نقش    | کارگردان       | منا.   |
| ---- | ----------- | ------ | -------------- | ------ |
| ۱۳۹۹ | قورباغه     | لیلا   | هومن سیدی      | [ ۱۹ ] |
| ۱۴۰۳ | جنگل آسفالت | هنگامه | پژمان تیمورتاش | [ ۲۰ ] |

### تئاتر
- خشونت علیه زنان
- سینماهای من
- شازده کوچولو
- ماهی سیاه کوچولو
- من موجودی احساساتی هستم
- یک خاطره، یک مونولوگ، یک فریاد و یک نیایش
- من یک سالوادورم

## جوایز و نامزدی‌ها
| سال  | اثر نامزدشده | دسته                      | نتیجه        | منابع  |
| ---- | ------------ | ------------------------- | ------------ | ------ |
| ۱۴۰۰ | دسته دختران  | بهترین بازیگر نقش مکمل زن | دیپلم افتخار | [ ۲۱ ] |

| سال  | اثر نامزدشده | دسته                  | نتیجه    | منابع  |
| ---- | ------------ | --------------------- | -------- | ------ |
| ۱۴۰۰ | قورباغه      | بهترین بازیگر زن درام | نامزدشده | [ ۲۲ ] |